# Helena (Oklahoma)
Helena es un pueblo ubicado en el condado de Alfalfa en el estado estadounidense de Oklahoma. En el año 2010 tenía una población de 1403 habitantes y una densidad poblacional de 1403 personas por km².

## Geografía
Helena se encuentra ubicado en las coordenadas 36°32′47″N 98°16′14″O / 36.54639, -98.27056 (36.546478, -98.270558).

## Demografía
Según la Oficina del Censo en 2000 los ingresos medios por hogar en la localidad eran de $31,705 y los ingresos medios por familia eran $36,528. Los hombres tenían unos ingresos medios de $26,563 frente a los $18,839 para las mujeres. La renta per cápita para la localidad era de $14,985. Alrededor del 8.6% de la población estaban por debajo del umbral de pobreza.